# László Arany

László Arany

László Arany [ˈlaːsloː ˈɒrɒɲ] (* 24. März 1844 in Salonta (ungarisch Nagyszalonta), Komitat Bihar, Königreich Ungarn; † 1. August 1898 in Budapest) war ein ungarischer Dichter.

## Leben
László Arany, ein Sohn von János Arany, veröffentlichte früh die poetische Erzählung Elfrida, wodurch er Mitglied der Kisfaludy-Gesellschaft wurde. In einem späteren, an Kaulbachs Gemälde anknüpfenden Gedicht Die Hunnenschlacht, schildert er das Ringen des Deutschtums und Magyarentums in Ungarn und fordert seine Landsleute leidenschaftlich zum Hass und Kampf gegen die deutsche Sprache und Kultur auf. Auch übersetzte er meisterhaft einige Dramen Shakespeares und Molières.
Arany war seit 1880 Sekretär des Ungarischen Bodenkreditinstituts in Budapest und nahm unter den jüngern Dichtern Ungarns einen hervorragenden Platz ein.
Dieser Artikel basiert auf einem gemeinfreien Text aus Meyers Konversations-Lexikon, 4. Auflage von 1888 bis 1890.
| Personendaten    | Personendaten       |
| ---------------- | ------------------- |
| NAME             | Arany, László       |
| KURZBESCHREIBUNG | ungarischer Dichter |
| GEBURTSDATUM     | 24. März 1844       |
| GEBURTSORT       | Salonta             |
| STERBEDATUM      | 1. August 1898      |
| STERBEORT        | Budapest            |